# 티베트력
티베트력(티베트어: ལོ་ཐོ, 와일리어: lo-tho) 또는 티베트 음력으로 알려진 푸크파력은 12개 또는 13개의 태음월로 구성된 태음태양력으로, 각 달은 신월로 시작하고 끝난다. 2년 또는 3년마다 13번째 달이 추가되므로 평균 티베트 1년이 태양년과 같다. 15세기 푸크파력이 주요 티베트력이며, 카르마 카규의 츠룰룩력도 현재 사용되고 있다. 티베트 새해 축하 행사는 로사르(티베트어: ལོ་གསར་, 와일리어: lo-gsar)로, 그레고리력으로 2월 또는 3월에 해당한다.
티베트 제국 시대에 티베트력은 인도의 조디악과 중국의 조디악 시스템을 혼합한 석가모니의 칼라차크라 역법이 도입되기 전까지 계절에 기반한 역법이었다. 티베트력은 몽골력의 기초이며, 로사르의 첫날은 다른 연감에서 세 번째 몽골(호르) 달과 일치한다.
매달 티베트력의 특정 날짜는 티베트 불교 수행에 특별한 의미를 가지며, 석가모니 부처의 생애에서 일어난 사건의 기념일이 일치하는 티베트력의 특정 달도 마찬가지이다. 예를 들어 티베트 4월의 사가 다와가 있다.

## 같이 보기
- 불멸기원